# Risco Plateado
Risco Plateado és un estratovolcà de l'Argentina, a la província de Mendoza. El cim s'eleva fins als 4.999 msnm i té una prominència de 1.602 metres.
Té una caldera de 4 quilòmetres d'amplada, amb dos centres eruptius als seus marges nord-est i sud-oest. Aquests centres estan alineats en una fractura de tendència nord-est fins a un con paràsit situat uns 8 km al nord-est de la caldera. El volcà ha produït llargues colades de lava. Al volcà se li ha assignat una edat de l'Holocè atesa l'aparença jove d'alguns dels seus productes d'erupció. Inicialment el vulcanisme va dacític per passar posteriorment a andesític basàltic.